# Kolonialdistrikt Angmagssalik
Der Kolonialdistrikt Angmagssalik war ein Kolonialdistrikt in Grönland. Er bestand von 1925 bis 1963, de facto aber bereits seit 1894.

## Lage
Der Kolonialdistrikt Angmagssalik befand sich an der Ostküste Grönlands. Obwohl er meist nur im Zentrum bewohnt war, lag die Südgrenze am Fjord Kangerlussuatsiaq (Lindenow Fjord), wo der Kolonialdistrikt Julianehaab angrenzte. Im Nordosten lag ab 1925 östlich des Fjords Kangersertuaq die Grenze zum Kolonialdistrikt Scoresbysund.

## Geschichte

### Mittelalter
Der Distrikt wurde erstmals im 9. oder 10. Jahrhundert von Gunnbjǫrn Úlfsson gesichtet, als er auf dem Weg nach Island vom Kurs abgekommen war. Ende des 10. Jahrhunderts segelte Snæbjǫrn galti mit einigen Männern nach Grönland, um dort Land zu nehmen und sie überwinterten dort, aber das Gebiet wurde nicht dauerhaft besiedelt.
Erik der Rote kannte die Berichte von Grönland und als er aus Island vertrieben wurde, machte er sich auf den Weg dorthin, fuhr aber an der Küste nach Süden und endete so in Südgrönland. Diese Route wurde anschließend von den Seefahrern zwischen Grönland und Island benutzt, obwohl sie deutlich länger war als der direkte Seeweg. Dabei sanken jedoch wohl häufiger Schiffe im Eis, unter anderem um 1028, als Finnr feginn Ketilsson, ein Neffe von Harald III., bei einem Untergang starb und die Überlebenden ihn an Land begruben. Diesen Ort nannten sie Finnsbúðir (nicht zu verwechseln mit der nahegelegenen norwegischen Station Finnsbu) und es ist anzunehmen, dass sich dieser Ort nah an Tasiilaq befindet. Ende des 12. Jahrhunderts geriet diese Route aber wohl außer Gebrauch.
Infolgedessen geriet das Gebiet in Vergessenheit, bis 1285 die zwei Pastoren, die Brüder Aðalbrandr und Þorvaldr Helgason, erneut die grönländische Ostküste entdeckten. 1289 beauftragte König Erik II. Rólfr das Land aufzusuchen, aber es ist unklar, ob er dies tatsächlich tat.
1385 wurde der reiche Isländer Bjǫrn jórsalafari Einarsson abgetrieben und erreichte ebenfalls die Ostküste und stellte dabei fest, dass sie – höchstwahrscheinlich durch Inuit – bewohnt war.

### Frühe Neuzeit
Um 1476 sandte König Christian I. die Seefahrer Didrik Pining und Hans Pothorst nach Grönland, wo sie an der Ostküste mit den Inuit Handel trieben.
1579 sandte König Friedrich II. den Engländer Jacob Allday aus, um die verschwundenen Grænlendingar wiederzufinden, aber Allday fuhr zur Ostküste, die aber vereist war, sodass er nicht an Land gehen konnte. Als er durch einen Sturm abgetrieben wurde, kehrte er heim. Dasselbe Schicksal ereilte zwei Jahre später den Seefahrer Mogens Heinesen.
Etwa zehn Jahre später flüchtete der Isländer Clemens á Látrum i Aðalvík (Clemens aus Látrar in der Aðalvík), weil er verfolgt wurde, an Bord eines englischen Schiffes und gemeinsam fuhren sie an die Ostküste Grönlands, wo sie an Land gingen und Vögel fingen und fischten. Es hieß, dass Anfang des 17. Jahrhunderts regelmäßig Engländer nach Ostgrönland fuhren.
1652 reiste David Danell nach Ostgrönland, aber auch er wurde vom Treibeis an einem Landgang gehindert. Er benannte aber das Land, das er sah, nach König Friedrich III. Dieses Land war wahrscheinlich die Insel, auf der Kulusuk liegt.

### Expeditionsreisen nach der Kolonisation Grönlands
Nachdem Westgrönland kolonisiert worden war, war der Kaufmann Peder Olsen Walløe (1716–1793) der Erste, der sich für die Ostküste interessierte. Von 1751 bis 1753 versuchte er von Süden aus nach Ostgrönland zu gelangen. Er traf auf einige Tunumiit, von denen er ausführlich berichtete, aber der nördlichste Punkt seiner Reise war das nach ihm benannte Kap Walløe (Kangersivasik), er kam also kaum über den Kangerlussuatsiaq (Lindenow Fjord), der die Grenze zwischen Süd- und Ostgrönland markiert, hinaus.
Im 18. Jahrhundert ging man davon aus, dass die Eystribyggð der Grönländer, die Erik der Rote damals besiedelt hatte, an der Ostküste lag. Deswegen suchten 1786/87 Poul de Løwenørn, Christian Thestrup Egede und Carl Adolph Rothe die Siedlung erfolglos in Ostgrönland.
Die nächste Expedition wurde von Wilhelm August Graah vorgenommen, der 1829 bis zur Bucht Ikertivaq kam, die das eigentlich als Ammassalik bezeichnete Gebiet im Westen abgrenzt. Er ging davon aus, dass nördlich davon niemand mehr wohnen würde.
1861 berichtete der damalige Udstedsverwalter von Saarloq, Ulrik Frederik Rosing, dass weit im Norden an der Ostküste der Ort Ammassalik sein würde, wo viele Menschen wohnen. Damals kamen viele Tunumiit nach Südgrönland, handelten dort oder ließen sich dort nieder.
1879 reiste Louis Alphonse Mourier mit der Ingolf nach Ostgrönland, wo sie erstmals seit über zweihundert Jahren die Küste von Ammassalik sahen.
Im September 1883 gelang es Adolf Erik Nordenskiöld in Ammassalik an Land zu gehen, genauer in der Bucht Tasiilaq, die er Kong Oscars Havn nannte. Er war wohl der erste Europäer seit dem 17. Jahrhundert, der das Gebiet betrat. Er traf auf keine Menschen, reiste noch etwas weiter nach Norden und kehrte dann zurück.
Von 1883 bis 1885 unternahm Gustav Frederik Holm die Frauenbootexpedition. Ende August 1884 kam man in Ammassalik an. Das Expeditionsteam fand zwar nicht die Eystribyggð, zählte dafür aber 548 Tunumiit. Sie überwinterten dort und kamen mit den Bewohnern in Kontakt. Die Bevölkerung wünschte sich daraufhin christianisiert zu werden und plante nach Westgrönland zu ziehen, aber Holm und seine Leute überzeugten sie dort zu bleiben, da man plante dort eine Station zu errichten.
1888 vollzog Fridtjof Nansen seine Inlandseisüberquerung im Distriktsgebiet, wenn auch entgegen dem Plan deutlich südlich von Ammassalik.
1892 reiste Carl Ryder nach Ostgrönland, wo er ebenfalls in Tasiilaq landete. Die Bevölkerung war ungeduldig und Ryder versprach ihnen, dass die Station in den nächsten Jahren errichtet werden würde. Zu diesem Zeitpunkt lebten nur noch 294 Menschen in Ammassalik.

### Das kolonialisierte Ostgrönland
1894 wurde schließlich die Missionsstation in Tasiilaq gegründet. Nach der Suche nach einer geeigneten Stelle hatte man sich für den Ort entschieden, an dem Nordenskiöld elf Jahre zuvor geankert hatte.
Um 1900 lebten alle Tunumiit in Ammassalik, da die Bewohner Südostgrönlands alle nach Südgrönland gewandert waren und sich dort niedergelassen hatten.
Von 1898 bis 1900 unternahm Georg Carl Amdrup eine weitere Expedition nach Ostgrönland, bei der die Küste des Distrikts kartografiert wurde. Von 1901 bis 1902 führte Christian Kruuse (1867–1952) biologische Untersuchungen durch. Von 1905 bis 1906 erforschte William Thalbitzer Sprache, Kultur und Musik der Tunumiit. 1912 erreichte Alfred de Quervain nach einer Inlandsdurchquerung den Sermilik. 1919 sammelte Knud Rasmussen in Ammassalik Mythen und Sagen.
1909 wurde ein Missionsplatz in Kulusuk gegründet und 1915 in Kuummiit. An beiden Orten erzählte die Bevölkerung Anfang des 20. Jahrhunderts, dass dort früher Grænlendingar gelebt hatten, aber archäologische Untersuchungen konnten dafür keine Beweise liefern. Es wäre jedoch durchaus möglich, dass die isländischen Seefahrer damals in Ostgrönland überwintert hätten, wo sie die Strecke doch regelmäßig abfuhren.
Die Tunumiit waren Nomaden und so gab es keine festen und durchgehend besiedelten Wohnplätze, sondern nur Sommer- und Winterwohnplätze und die Bewohner lebten meist jedes Jahr an einem anderen Ort. 1918 wurden 22 Wohnplätze gezählt.
1925 wurde Ammassalik offiziell zu einer Kolonie und damit den westgrönländischen Kolonien gleichgestellt. Im selben Jahr wurde auch die Kolonie Scoresbysund in Ittoqqortoormiit gegründet, die von Tasiilaq aus besiedelt wurde.
1938 wurden erneut Bewohner des stark wachsenden Ammassalik ausgesiedelt, diesmal nach Skjoldungen in Südwestgrönland. Skjoldungen wurde 1960 ein Udsted, aber zugleich zogen einige Bewohner Richtung Norden, wo sie sich in Umiivik und Pikiittit niederließen. 1964 war Skjoldungen wieder verlassen und Anfang der 1970er Jahre war Ammassalik nach der Aufgabe von Umiivik und Pikiittit wieder das einzige bewohnte Gebiet der Gemeinde.
Während Westgrönland 1953 dekolonialisiert wurde, war dies in Ostgrönland erst 1963 der Fall und der Kolonialdistrikt wurde zur Gemeinde Ammassalik.

## Orte
- Akerninnaq
- Akerninnaq
- Akiliaatteq
- Akinnaattaat
- Eqquattaat
- Iissalik
- Iittuarmiit
- Ikkatteq
- Ileqqit
- Imaarsivik
- Immikkeerteq
- Innartalik
- Innartivaq
- Iserpalivitteq
- Isertoq
- Ittaajik
- Ittilalik
- Ittimiit
- Kakalik
- Kangaartik
- Kangersertivattiaq
- Kiittaajik
- Kulusuk
- Kuummiit
- Nattivit
- Noorajik
- Noortiit
- Nunakittit
- Oqqua
- Pikiittit
- Pulaqqavik
- Puloortuluk
- Pupik
- Qeerpik
- Qeertalaq
- Qeertartivattivaq
- Qernertivartivit
- Qinngeq
- Qipa
- Quarmiit
- Sermiligaaq
- Simiilaq
- Siararteq
- Sittingaleq
- Skjoldungen
- Suunaajik
- Suunigajik
- Tasiilaq
- Tiilerilaaq
- Timmiarmiit
- Umiivik
- Umiivik
- Umittuartiit
- Upernivik